# 道綽
道綽（どうしゃく、ピンイン: dào-chuò）は、唐代の中国浄土教（中国浄土宗）の僧侶。俗姓は衛氏。「西河禅師」とも。
浄土宗では、「浄土五祖」の第二祖とされる。
浄土真宗では、七高僧の第四祖とされ「道綽襌師」と尊称される。

## 生涯
陳：天嘉3年/北周：保定2年（562年）、并州受陽県（山西省呂梁市文水県）に生まれる。
14歳で出家し、『涅槃経』に精通。
30歳を過ぎて慧瓚（えさん）に師事し、戒律と禅定の実践に励む。
大業5年（609年）、48歳の時玄中寺の曇鸞の碑文を見て感じ、自力修行の道を捨て、浄土教に帰依し同寺に滞在する。出家者、在家者のために『観無量寿経』を200回以上講義。亡くなるまで念仏を日々7万遍称えたといわれる。念仏を小豆で数えながら称える「小豆念仏」を勧める（称名念仏）。
貞観15年（641年）、善導が、晋陽（山西省太原市）にいた道綽を訪ね師事した。そして道綽は没するまで、『観無量寿経』などの教えを授けた。
貞観19年（645年）4月27日、85歳にて逝去。

## 著書
- 『安楽集』 2巻 - 『佛説観無量寿経』の解釈書。

## 関連文献
- 『曇鸞 藤堂恭俊　道綽 牧田諦亮　浄土仏教の思想 第4巻』 講談社、1995年